# Tři prameny
Tři prameny je trojice vydatných pramenů na levém (branovském) břehu potoka Klučná, u hranice katastrů Branov a Roztoky u Křivoklátu v okrese Rakovník, v údolí u silnice III/23621 Karlova Ves – Roztoky, zhruba 2,7 km pod Karlovou Vsí, zhruba 1 km nad ústím Klučné, nad trampskou osadou Údolí hříchu. Vydatnost pramenů je 100–200 l/min. Všechny tři prameny jsou pitné a vyvedené do výtokových trubic. Hlavní pramen se jmenuje Voda z lesních tišin, další dva prameny jsou bezejmenné.
Prameny napájejí mělký betonový bazén hluboký 20 cm s rozměry cca 2×4 m, jehož dno je vysypáno mělkými oblázky. Ten slouží jako Kneippovy lázně.
Místo je vybaveno turistickým přístřeškem se stolem a lavičkami, postavený Lesy České republiky.